# Paul Streeper Helmick
Paul Streeper Helmick (auch Paul S. Helmick, * 11. Dezember 1893 in Davenport, Scott County, Iowa; † 12. November 1990 in Columbus City, Louisa County, Iowa) war ein US-amerikanischer Physiker.

## Leben

### Familie und Ausbildung
Der  presbyterianisch getaufte Paul Streeper Helmick, Sohn des Rechtsanwalts John Miller Helmick (1852–1936) und der Mary Ella Helmick (1865–1946), wandte sich nach seinem Pflichtschulabschluss dem Studium der Physik an der State University of Iowa zu, 1915 erwarb er den akademischen Grad eines Bachelor of Arts, 1916 jenen eines Master of Science, 1920 wurde er zum Ph. D. promoviert.
Paul Streeper Helmick, überzeugter Anhänger der Republikaner, heiratete am 16. Juni 1921 Dorothy Mae Hanna (1898–1992). Dieser Ehe entstammten die Kinder Ruth Winifred, Lois Hanna, Herbert Hanna und der Mathematiker Robert Hanna. Paul Streeper Helmick verstarb im November 1990 im Alter von 96 Jahren. Seine letzte Ruhestätte fand er auf dem Columbus City Cemetery.

### Beruflicher Werdegang
Paul Streeper Helmick diente im letzten Jahr des Ersten Weltkriegs sowie im Folgejahr im Range eines 2nd Lieutenant in der Field Artillery der United States Army. 1920 trat Helmick eine Stelle als Instructor in  Physics an der Iowa State University an. 1921 führte ihn ein zweijähriges Physik-Stipendium des National Research Council an die Princeton University. Im Anschluss nahm er den Ruf auf die Professur sowie Leitung des Departments of Physics an der Drake University in Des Moines an. Zusätzlich war er dort in den Jahren 1939 bis 1942 als Koordinator für das Civilian Pilot Training sowie das War Training Service eingesetzt, 1964 wurde er emeritiert.
Helmick, einer der führenden Physiker der Vereinigten Staaten in der ersten Hälfte des 20. Jahrhunderts wurde zum Fellow der Iowa Academy of Science sowie zum Mitglied der American Physical Society, der American Association of University Professors, der Phi Beta Kappa, der Sigma Xi, der Kappa Phi Kappa und der Gamma Alpha gewählt.

## Publikationen
- The variation in the blackening of a photographic plate with time of exposure, total energy remaining constant. M.S. University of Iowa 1916, 1916
- Table of log10 sec2 [theta] for determining photographic densities by means of nicol prisms, computed by Paul S. Helmick. in: University of Iowa monographs. 1st ser., no. 6. May, 1917, The University, Iowa City, 1917
- The blackening of a photographic plate as a function of intensity of light and time of exposure. Ph. D. Iowa 1920, 1920
- Laboratory manual; mechanics and heat, magnetism, electricity, sound and light. 4th ed, cop., Des Moines, Iowa, 1931
- Outlines of physics for arts students. cop., Des Moines, Iowa, 1931